# Chuck Loeb
Chuck Loeb (Nyack (Nueva York), 12 de julio de 1955-31 de julio de 2017) fue un compositor y guitarrista de jazz estadounidense.

## Biografía
Nació y creció en Nyack, un pueblo situado cerca de Nueva York. Chuck comenzó a tocar la guitarra a los 11 años, y era autodidacta y escuchaba acordes y melodías de sus grupos preferidos como Los Beatles, Rolling Stones, o Jimi Hendrix, y los repetía hasta aprendérselos de memoria. Un par de años más tarde se unió a un grupo local que se hacían llamar Los Sinclair's, y tocaban en actos festivos los viernes y sábados por la noche. Tocaban música Soul, tocando temas versionados de otros artistas famosos. Empezaron a añadir temas propios, y más tarde la cadena de televisión ABC les invitó a tocar en su programa.
A los 16 años de edad, Loeb conoció a un pianista de la ciudad, que le recomendó que escuchara ciertos discos de jazz. Estos discos le dejaron secuelas, ya que quedó marcado de por vida. Comenzó a añadir ritmos de jazz en sus canciones. Recibió clases en Filadelfia por parte de Dennis Sandole. Surgieron varios problemas, entre ellos la lejanía de la ciudad donde recibía las clases, por lo que Sandole le recomendó un profesor en Nueva York, el guitarrista Jim Hall. Hall le impartió clases a Loeb hasta que se graduó en el instituto. Después de eso se matriculó en la Berklee College of Music de Boston, donde empezó a componer piezas musicales a la par que seguía practicando y mejorando su habilidad con la guitarra.
Dos años después, dejó a un lado los estudios para dedicarse exclusivamente al mundo de la música, y tuvo la ocasión de poder dar una gira por todo el mundo con un grupo de pop. Después de aquella experiencia, Loeb se mudó a Nueva York, donde se le reconoció como un gran músico y gozó de una buena reputación, trabajando codo con codo con algunos músicos famosos del momento.
Estuvo tocando en varios clubs hasta que en 1979, el saxofonista Stan Getz le brindó la oportunidad de tocar en su grupo. Loeb tocó varias veces en Madrid con Getz, y dio la casualidad de que allí conoció a la que sería su futura esposa Carmen Cuesta, una cantante y compositora madrileña. Loeb se trasladó a Nueva York con su esposa y abandonó el grupo de Getz para grabar en los estudios de grabación de dicha ciudad, donde tuvo la oportunidad colaborar en grabaciones de películas, anuncios, programas de televisión...
Por entonces, Loeb estaba muy solicitado, ya que de nuevo, la cadena de televisión ABC le concedió otro privilegio, el de componer las sintonías y las canciones de su programa Nightline, la cadena CBS le permitió componer la sintonía de su noticiario, compuso temas para la CNN, sintonías para los distintos equipos de rugby, además de innumerables anuncios y concursos televisivos.
Todas sus experiencias en los estudios de grabación le permitieron ejercer como productor discográfico, trabajando para artistas como Bob James, Michael Franks, Spyro Gyra, o Gato Barbieri.
Se integró en el grupo Steps Ahead, volviendo a tocar en clubs de jazz por todo el mundo, pero en 1988, después de diez años de trabajo, decide emprender su carrera en solitario y saca su primer disco. En la actualidad ya tiene más de diez discos en su haber.
Chuck aceptó la oferta de trabajo en otoño de 2001, que le permitía impartir clases en la Universidad Estatal de Nueva York. Chuck Loeb y su esposa, Carmen Cuesta, trabajan conjuntamente. Carmen ejerce de cantante en algunas canciones de Chuck, y este hace lo propio en algunos álbumes de su esposa, colaborando como productor, compositor, y guitarrista.
Con el grupo Fourplay graba como guitarrista el álbum Let's Touch the Sky en 2010, Esprit de Four en 2012 y Silver en 2015. En 2012 también grabó junto al saxofonista Eric Marienthal el álbum It's Love, y en 2015 volvieron a grabar juntos Bridges.
Falleció el 31 de julio de 2017 a los 62 años.

## Discografía
- Magic Fingers, (1989)
- Life Colors, (1990)
- Balance, (1991)
- Mediterranean, (1992)
- Simple Things, (1994)
- Memory Lane, (1996)
- The Music Inside, (1996)
- The Moon, The Stars, And The Setting Sun, (1998)
- Listen, (1999)
- In A Heartbeat, (2001)
- All There Is, (2002)
- Ebop, (2003)
- When I'm With You, (2005)
- Presence, (2007)
- "Good to Go" (2009)
- "Between 2 Worlds" (2009)
- "#1 Smooth Jazz Radio Hits" (2009)
- "Play 'N Simple" (2011)
- "Silhouette" (2013)
- "Bridges" (with Eric Marienthal) (2015)
- "Unspoken" (2016)